# Leonhardt, Andrä und Partner
Leonhardt, Andrä und Partner (LAP) ist ein deutsches Ingenieurbüro im Bauingenieurwesen mit Sitz in Stuttgart.

## Geschichte
Das Büro wurde 1939 von Fritz Leonhardt in München gegründet, dessen Zusammenarbeit mit Wolfhardt Andrä im selben Jahr begann (1953 wurde er Partner). 1946 wurde der Sitz nach Stuttgart verlegt. Unter Fritz Leonhardt machten sie sich schon früh einen Namen im konstruktiven Ingenieurbau, besonders bei Brücken und Hochbauten insbesondere aus Stahlbeton (aber auch Stahlbau). Bekannt wurden sie schon 1955 für den Stuttgarter Fernsehturm, dem viele weitere nach diesem Vorbild folgten.
Ab 1970 hießen sie  Leonhardt, Andrä und Partner, Beratende Ingenieure VBI, GmbH. Im selben Jahr wurde Jörg Schlaich Partner, bis er 1980 ein eigenes Ingenieurbüro gründete (mit Rudolf Bergermann, ebenfalls davor bei LAP). Leiter des Ingenieurbüros war lange Zeit Hans-Peter Andrä, der Sohn von Wolfhart Andrä.
2013 erfolgte eine Umfirmierung in Leonhardt, Andrä und Partner, Beratende Ingenieure VBI AG.
Vorstandsvorsitzender des Ingenieurbüros ist zurzeit (2022) Rolf Jung. Zu den Ingenieuren zählten unter anderem Willi Baur, Kuno Boll, Wilhelm Zellner, Holger Svensson und Reiner Saul. Wilhelm Zellner, Holger Svensson und Reiner Saul sind besonders bekannt im Bereich der Schrägseilbrücken.
Neben Zweigstellen in verschiedenen deutschen Städten haben sie auch Niederlassungen in Zürich und Taipei.

## Projekte (Auswahl)
- 1948 Neubau Deutzer Brücke, Köln
- 1955 Stuttgarter Fernsehturm
- 1961 Ferdinand-Leitner-Steg (Fußgängerbrücke in Stuttgart, einer der ersten Schrägseilbrücken)
- 1964 Brücke über den Río Caroní, Venezuela (Spannbeton-Hohlkastenbrücke, Taktschiebeverfahren)
- 1967 Alsterschwimmhalle
- 1971 Zeltdach Olympiastadion München
- 1972 Bickensteg (Schrägseilbrücke für Fußgänger)
- 1978 Pasco-Kennewick-Brücke (Cable Bridge, Ed Hendler Bridge) über den Columbia River (Schrägseilbrücke einer Autobahn)
- 1979 Kochertalbrücke (Deutscher Ingenieurbaupreis 2016 für die Instandsetzung 2016)
- 1983 Aichtalbrücke (mit Polensky & Zöllner)
- 1984 Maintalbrücke Gemünden (Deutscher Ingenieurbaupreis 1989)
- 1987 Maintalbrücke Veitshöchheim
- 1990 Puente Internacional San Roque González de Santa Cruz, Posadas-Encarnación-Brücke zwischen dem argentinischen Posadas und Encarnación in Paraguay
- 1992 Galatabrücke Istanbul
- 1994 Naval Academy Bridge, Brücke über den Severn, United States Naval Academy, Annapolis
- 1994 Maintalbrücke Nantenbach (Eisenbahnbrücke, Stahlverbundbrücke, Stahl-Innovationspreis und Ingenieurbaupreis 1994)
- 1995 Umbau des Berliner Reichstagsgebäudes
- 1999 Sachsenbrücke (Pirna) über die Elbe
- 2001 Berliner Brücke (Leipzig), Verkehrsknoten auf Straßenbrücke über Bahngleisen
- 2003 Rosario-Victoria-Brücke, Argentinien
- 2004 Passerelle des Deux Rives, Fußgängerbrücke Kehl-Straßburg
- 2004 Puente Centenario, Brücke über den Panamakanal
- 2005 Lockwitztalbrücke
- 2006 Puente Orinoquia
- 2008 Elbebrücke Mühlberg (Deutscher Brückenbaupreis 2010)
- 2008 Dreiländerbrücke, Weil am Rhein (Deutscher Brückenbaupreis 2008)
- 2008 Porsche-Museum Stuttgart
- 2008 Elbebrücke Niederwartha
- 2009 Überdachung Residenzschloss Dresden
- 2011 Zweite Beška-Brücke über die Donau
- 2011 Savebrücke über die Ada Ciganlija
- 2013 Schönebecker Elbauenbrücke (Structural Award 2014)
- 2013 De Oversteek, Nijmegen
- 2017 Taminabrücke, Pfäfers (CH), erhielt 2018 den Supreme Award der Institution of Structural Engineers[4]
- 2024 Kaiser-Otto-Brücke, Landeshauptstadt Magdeburg[5]
- 2025 Chenab Bridge, Indien